# 古典大学

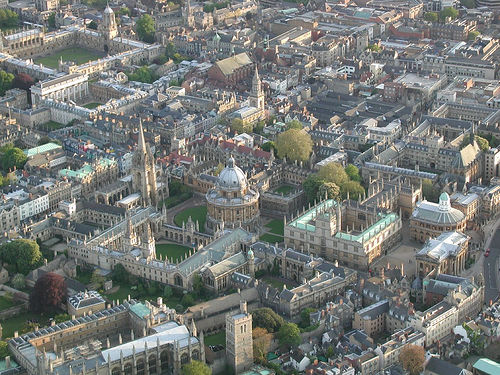
牛津大学，不列颠群岛最古老大学

古典大学是指英国和爱尔兰的成立于中世纪和文艺复兴时期，并持续至今的大学。由于这些国家在17-19世纪之间没有新的大学成立，古典大学也意味着17世纪以前成立的大学。

## 不列颠群岛
不列颠群岛的古典大学如下：
| 年代 | 当时地点   | 现今地点             | 名称           | 注释 |
| ---- | ---------- | -------------------- | -------------- | --- |
| 1096 | 英格兰王国 | 英国英格兰牛津       | 牛津大学       | 日期不确定，不过1096年就存在某種形式的教学活動，教学在1209年因兩名學者遭殺害而停止，後又於1355年因聖思嘉日暴動停止。牛津大学万灵学院和牛津大学大学学院都声称他们的文件显示牛津的教育始于825年，但是相关文献没有公开） |
| 1209 | 英格兰王国 | 英国英格兰剑桥       | 剑桥大学       | 由1209年因两名学者被杀而导致争吵，并最终离开牛津大学的学者创立。 |
| 1413 | 苏格兰王国 | 英国苏格兰圣安德鲁斯 | 圣安德鲁斯大学 | 基于教宗诏书 |
| 1451 | 苏格兰王国 | 英国苏格兰格拉斯哥   | 格拉斯哥大学   | 基于教宗诏书 |
| 1495 | 苏格兰王国 | 英国苏格兰阿伯丁     | 阿伯丁大学     | 由1495年基于教宗诏书创立的阿伯丁国王学院和1593年创立的馬歇爾學院于1860年合并而成。 |
| 1582 | 苏格兰王国 | 英国苏格兰爱丁堡     | 爱丁堡大学     | |
| 1592 | 愛爾蘭王國 | 愛爾蘭共和國都柏林。 | 都柏林大學     | 三一學院是唯一成員學院 |

“牛桥”（Oxbridge）是英格兰最古老的两所大学——牛津（Oxford）和剑桥（Cambridge）的合成词。

### 特例

#### 阿伯丁大学
阿伯丁大学被认为是古典大学，因为他是1860年由阿伯丁国王学院（始建于1495）和馬歇爾學院（始建于1593）合并而成的。苏格兰大学法案规定大学是古典大学，建校时间规定原文如下：
the said united University shall take rank among the Universities of Scotland as from the date of erection of King’s College and University, viz., the year one thousand four hundred and ninety-four
阿伯丁有两所大学，这在当时很不寻常，因为那时全英格兰只有牛剑两所大学。

### 本科生硕士学位
古典大学与众不同的地方在于，他们给本科生提供文学硕士（原文：Magister Artium/Master of Arts，简称MA）学位。这种学位被称为牛剑MA或者苏格兰MA.

### 苏格兰大学法案
苏格兰古典大学拥有一些不同的特点，由《苏格兰大学法案》规定。
当时苏格兰大学众多。比如，阿伯丁大学曾令是两个独立主体：阿伯丁国王学院（1495）和馬歇爾學院（1593）。在1860年合并以前，人们戏称阿伯丁“和全英格兰的大学数目一样多”。
此后直到19世纪，英国才陆续兴辦一批新的大学。聖大衛學院成立于1822年（Royal Charter 1828），杜伦大学（1832）以及伦敦大学学院于1826，伦敦国王学院于1829年（二者1836年合并成伦敦大学）。后来，红砖大学称为19世纪大学的代称。